# Élections municipales de 2013 dans Brome-Missisquoi
Pour un article plus général, voir Élections municipales de 2013 en Estrie.
Cet article concerne les élections municipales de 2013 en Estrie dans la municipalité régionale de comté de Brome-Missisquoi.

## Abercorn
| Candidats pour la mairie           | Vote | %     |
| ---------------------------------- | ---- | ----- |
| Robert Nadeau                      | 107  | 43,67 |
| Jean-Charles Bissonnette (Sortant) | 72   | 29,39 |
| Jean-Jacques Rouet                 | 66   | 26,94 |
| Taux de participation : 77,8 %     |      |       |

| Candidats conseiller #1 | Vote            | %               |
| ----------------------- | --------------- | --------------- |
| Monique Lapointe        | Sans opposition | Sans opposition |

| Candidats conseiller #2 | Vote | %     |
| ----------------------- | ---- | ----- |
| Patricia Mc Collough    | 190  | 79,83 |
| Réal Trudeau (Sortant)  | 48   | 20,17 |

| Candidats conseiller #3 | Vote            | %               |
| ----------------------- | --------------- | --------------- |
| Bernard Carey (Sortant) | Sans opposition | Sans opposition |

| Candidats conseiller #4 | Vote            | %               |
| ----------------------- | --------------- | --------------- |
| Guy Gravel              | Sans opposition | Sans opposition |

| Candidats conseiller #5       | Vote            | %               |
| ----------------------------- | --------------- | --------------- |
| Isabelle Beauchamp (Sortante) | Sans opposition | Sans opposition |

| Candidats conseiller #6   | Vote | %     |
| ------------------------- | ---- | ----- |
| Derek Ewens               | 123  | 51,90 |
| Roger Labrecque (Sortant) | 114  | 48,10 |

- Le poste de conseiller #5 est comblé par Jean-Jacques Rouet entre novembre 2013 et février 2016[1].

- Élection partielle au poste de maire et au poste de conseiller #1 le 28 février 2016[2].
  - Élection de Jean-Charles Bissonnette, maire de 2005 à 2013, au poste de maire et d'Alain Sylvestre au poste de conseiller #1[2].
  - Élections partielles déclenchées en raison de la démission du maire Robert Nadeau pour des obligations familiales et professionnelles et de la démission de la conseillère Monique Lapointe à la fin de 2015[1].

| Candidats pour la mairie       | Vote | %     |
| ------------------------------ | ---- | ----- |
| Jean-Charles Bissonnette       | 110  | 58,51 |
| Jean-Jacques Rouet             | 78   | 41,49 |
| Taux de participation : 62,8 % |      |       |

| Candidats conseiller #1 | Vote | %     |
| ----------------------- | ---- | ----- |
| Alain Sylvestre         | 139  | 77,22 |
| Réal Trudeau            | 41   | 22,78 |

- Le poste de conseiller #5 est comblé par Margaret Lefebvre Macey entre février 2016 et novembre 2017.

## Bedford (municipalité de canton)
| Candidats pour la mairie       | Vote | %     |
| ------------------------------ | ---- | ----- |
| Gilles St-Jean (Sortant)       | 273  | 70,18 |
| André Pion                     | 116  | 29,82 |
| Taux de participation : 68,5 % |      |       |

| Candidats conseiller #1 | Vote            | %               |
| ----------------------- | --------------- | --------------- |
| Bruce Ditcham (Sortant) | Sans opposition | Sans opposition |

| Candidats conseiller #2 | Vote            | %               |
| ----------------------- | --------------- | --------------- |
| Luc Courville (Sortant) | Sans opposition | Sans opposition |

| Candidats conseiller #3 | Vote | %     |
| ----------------------- | ---- | ----- |
| Nancy H. Jones          | 244  | 62,89 |
| Richard Morin           | 144  | 37,11 |

| Candidats conseiller #14 | Vote            | %               |
| ------------------------ | --------------- | --------------- |
| Jules Lamothe (Sortant)  | Sans opposition | Sans opposition |

| Candidats conseiller #5   | Vote            | %               |
| ------------------------- | --------------- | --------------- |
| Barbara Potvin (Sortante) | Sans opposition | Sans opposition |

| Candidats conseiller #6 | Vote            | %               |
| ----------------------- | --------------- | --------------- |
| Hugh Campbell (Sortant) | Sans opposition | Sans opposition |

## Bedford (ville)
| Candidats pour la mairie       | Vote | %     |
| ------------------------------ | ---- | ----- |
| Yves Lévesque                  | 802  | 68,61 |
| Claude Dubois (Sortant)        | 367  | 31,39 |
| Taux de participation : 56,5 % |      |       |

| Candidats conseiller #1        | Vote | %     |
| ------------------------------ | ---- | ----- |
| Katherine Greenwood (Sortante) | 657  | 57,28 |
| Barabra Gecina                 | 490  | 42,72 |

| Candidats conseiller #2 | Vote            | %               |
| ----------------------- | --------------- | --------------- |
| Luc Gnocchini (Sortant) | Sans opposition | Sans opposition |

| Candidats conseiller #3 | Vote            | %               |
| ----------------------- | --------------- | --------------- |
| Chantal Fontaine        | Sans opposition | Sans opposition |

| Candidats conseiller #4 | Vote | %     |
| ----------------------- | ---- | ----- |
| Normand Déragon         | 701  | 61,01 |
| Tommy Gladu (Sortant)   | 448  | 38,99 |

| Candidats conseiller #5 | Vote            | %               |
| ----------------------- | --------------- | --------------- |
| Claude Jetté (Sortant)  | Sans opposition | Sans opposition |

| Candidats conseiller #6 | Vote            | %               |
| ----------------------- | --------------- | --------------- |
| Mona Beaulac (Sortant)  | Sans opposition | Sans opposition |

## Bolton-Ouest
| Partis | Partis              | Candidats pour la mairie | Vote | %     |
| ------ | ------------------- | ------------------------ | ---- | ----- |
|        | Indépendant         | Donald Badger (Sortant)  | 327  | 70,78 |
|        | Équipe Bernard Côté | Bernard Côté             | 135  | 29,22 |

| Partis | Partis              | Candidats conseiller #1 | Vote | %     |
| ------ | ------------------- | ----------------------- | ---- | ----- |
|        | Indépendant         | Robert Chartier         | 316  | 69,80 |
|        | Équipe Bernard Côté | Howard Salisbury        | 138  | 30,40 |

| Partis | Partis              | Candidats conseiller #2  | Vote | %     |
| ------ | ------------------- | ------------------------ | ---- | ----- |
|        | Indépendante        | Joann McBrine (Sortante) | 319  | 70,42 |
|        | Équipe Bernard Côté | Marie-Christine Moulin   | 134  | 29,58 |

| Partis | Partis              | Candidats conseiller #3 | Vote | %     |
| ------ | ------------------- | ----------------------- | ---- | ----- |
|        | Indépendant         | Julian Tuer (Sortant)   | 326  | 71,81 |
|        | Équipe Bernard Côté | Nicole Dufresne         | 128  | 28,19 |

| Partis | Partis              | Candidats conseiller #4 | Vote | %     |
| ------ | ------------------- | ----------------------- | ---- | ----- |
|        | Indépendante        | Kelly Hume              | 318  | 69,89 |
|        | Équipe Bernard Côté | Francis Simms (Sortant) | 137  | 30,11 |

| Partis | Partis              | Candidats conseiller #5 | Vote | %     |
| ------ | ------------------- | ----------------------- | ---- | ----- |
|        | Indépendant         | Jacques Drolet          | 328  | 72,89 |
|        | Équipe Bernard Côté | Richard Proulx          | 122  | 27,11 |

| Partis | Partis              | Candidats conseiller #6 | Vote | %     |
| ------ | ------------------- | ----------------------- | ---- | ----- |
|        | Indépendant         | Cédric Briggs (Sortant) | 311  | 68,81 |
|        | Équipe Bernard Côté | Jacques Leblanc         | 141  | 31,19 |

## Brigham
| Candidats pour la mairie       | Vote | %     |
| ------------------------------ | ---- | ----- |
| Normand Delisle                | 533  | 66,46 |
| Michelyne Cournoyer            | 162  | 20,20 |
| Yvan Forand                    | 107  | 13,34 |
| Taux de participation : 44,5 % |      |       |

| Candidats conseiller #1  | Vote            | %               |
| ------------------------ | --------------- | --------------- |
| Daniel Meunier (Sortant) | Sans opposition | Sans opposition |

| Candidats conseiller #2   | Vote | %     |
| ------------------------- | ---- | ----- |
| Danielle Cardin Pollender | 465  | 60,94 |
| Michel-André Fortin       | 298  | 39,06 |

| Candidats conseiller #3 | Vote | %     |
| ----------------------- | ---- | ----- |
| Philippe Dunn           | 522  | 67,10 |
| Bernard Langevin        | 256  | 32,90 |

| Candidats conseiller #4 | Vote            | %               |
| ----------------------- | --------------- | --------------- |
| Réjean Racine (Sortant) | Sans opposition | Sans opposition |

| Candidats conseiller #5  | Vote | %     |
| ------------------------ | ---- | ----- |
| Marc Labrecque (Sortant) | 450  | 57,99 |
| Nadia Bandusha           | 326  | 42,01 |

| Candidats conseiller #6 | Vote | %     |
| ----------------------- | ---- | ----- |
| Gisèle Thériault        | 525  | 69,08 |
| Julien Ménard           | 235  | 30,92 |

## Brome
| Candidats pour la mairie    | Vote            | %               |
| --------------------------- | --------------- | --------------- |
| Leon Thomas Selby (Sortant) | Sans opposition | Sans opposition |

| Candidats conseiller #1  | Vote            | %               |
| ------------------------ | --------------- | --------------- |
| William Miller (Sortant) | Sans opposition | Sans opposition |

| Candidats conseiller #2 | Vote            | %               |
| ----------------------- | --------------- | --------------- |
| Lionel Foster (Sortant) | Sans opposition | Sans opposition |

| Candidats conseiller #3   | Vote            | %               |
| ------------------------- | --------------- | --------------- |
| Michael Alinutt (Sortant) | Sans opposition | Sans opposition |

| Candidats conseiller #4     | Vote            | %               |
| --------------------------- | --------------- | --------------- |
| Patricia Panasuk (Sortante) | Sans opposition | Sans opposition |

| Candidats conseiller #5        | Vote            | %               |
| ------------------------------ | --------------- | --------------- |
| Anthony (Tony) Allen (Sortant) | Sans opposition | Sans opposition |

| Candidats conseiller #6 | Vote            | %               |
| ----------------------- | --------------- | --------------- |
| Larry Royea (Sortant)   | Sans opposition | Sans opposition |

## Bromont
| Candidats pour la mairie   | Vote            | %               |
| -------------------------- | --------------- | --------------- |
| Pauline Quinlan (Sortante) | Sans opposition | Sans opposition |

| Candidats conseiller #1 | Vote | %     |
| ----------------------- | ---- | ----- |
| Pierre Distillo         | 292  | 47,71 |
| Jacques Lapensée        | 270  | 44,12 |
| Gérald St-Pierre        | 50   | 8,17  |

| Candidats conseiller #2 | Vote | %     |
| ----------------------- | ---- | ----- |
| Louis Villeneuve        | 369  | 57,30 |
| Alain Emond (Sortant)   | 275  | 42,70 |

| Candidats conseiller #3 | Vote | %     |
| ----------------------- | ---- | ----- |
| Diane Perron (Sortante) | 328  | 75,58 |
| Simon Gnocchini-Messier | 106  | 24,42 |

| Candidats conseiller #4     | Vote | %     |
| --------------------------- | ---- | ----- |
| Marie-Ève Lagacé (Sortante) | 384  | 50,79 |
| Yolande Bujold              | 290  | 38,36 |
| Michel Smith                | 82   | 10,85 |

| Candidats conseiller #5 | Vote | %     |
| ----------------------- | ---- | ----- |
| Réal Brunette           | 417  | 62,43 |
| Antoine Désourdy        | 251  | 37,57 |

| Candidats conseiller #6  | Vote            | %               |
| ------------------------ | --------------- | --------------- |
| Anie Perrault (Sortante) | Sans opposition | Sans opposition |

## Cowansville
| Candidats pour la mairie       | Vote  | %     |
| ------------------------------ | ----- | ----- |
| Arthur Fauteux (Sortant)       | 3 175 | 71,78 |
| Guy Patenaude                  | 1 248 | 28,22 |
| Taux de participation : 45,2 % |       |       |

| Candidats Quartier Ruiter (1) | Vote | %     |
| ----------------------------- | ---- | ----- |
| Corinne Labbé                 | 284  | 38,33 |
| Sylvain Paquette              | 180  | 24,29 |
| Alfred Boulet                 | 119  | 16,06 |
| Richard Caron                 | 81   | 10,93 |
| Johanne Côté                  | 77   | 10,39 |

| Candidats Quartier Sweetsburg (2) | Vote | %     |
| --------------------------------- | ---- | ----- |
| Lucille Robert (Sortante)         | 922  | 77,87 |
| Carole Gaudet                     | 262  | 22,13 |

| Candidats Quartier Vilas (3) | Vote | %     |
| ---------------------------- | ---- | ----- |
| Marie-France Beaudry         | 506  | 57,43 |
| Marco Couture                | 375  | 42,57 |

| Candidats Quartier Bruck (4) | Vote | %     |
| ---------------------------- | ---- | ----- |
| Michel Charbonneau (Sortant) | 314  | 52,95 |
| Marc-André Lacroix           | 279  | 47,05 |

| Candidats Quartier Davignon (5) | Vote | %     |
| ------------------------------- | ---- | ----- |
| Yvon Pépin (Sortant)            | 274  | 47,40 |
| Jean-François Cloutier          | 167  | 28,89 |
| Pierre Charbonneau              | 137  | 23,70 |

| Candidats Quartier Fordyce (6) | Vote            | %               |
| ------------------------------ | --------------- | --------------- |
| Sylvie Beauregard (Sortante)   | Sans opposition | Sans opposition |

## Dunham
| Partis                         | Partis                 | Candidats pour la mairie  | Vote | %     |
| ------------------------------ | ---------------------- | ------------------------- | ---- | ----- |
|                                | Indépendant            | Pierre Janecek            | 615  | 36,65 |
|                                | Indépendant            | Marie-Claude Demers       | 566  | 33,73 |
|                                | Équipe Jean-Guy Demers | Jean-Guy Demers (Sortant) | 497  | 29,62 |
| Taux de participation : 60,7 % |                        |                           |      |       |

| Partis | Partis                 | Candidats conseiller #5 | Vote | %     |
| ------ | ---------------------- | ----------------------- | ---- | ----- |
|        | Équipe Jean-Guy Demers | Gérard Dalpé (Sortant)  | 182  | 56,52 |
|        | Indépendant            | Yvon Couture (Sortant)  | 140  | 43,48 |

| Partis | Partis                 | Candidats conseiller #2    | Vote | %     |
| ------ | ---------------------- | -------------------------- | ---- | ----- |
|        | Indépendant            | Jacques Beaulieu (Sortant) | 155  | 65,40 |
|        | Équipe Jean-Guy Demers | Yolande Chayer             | 82   | 34,60 |

| Partis | Partis                 | Candidats conseiller #3 | Vote | %     |
| ------ | ---------------------- | ----------------------- | ---- | ----- |
|        | Indépendant            | Gaston Chamberland      | 169  | 61,45 |
|        | Équipe Jean-Guy Demers | Guillaume Brais         | 106  | 38,55 |

| Partis | Partis                 | Candidats conseiller #4   | Vote | %     |
| ------ | ---------------------- | ------------------------- | ---- | ----- |
|        | Indépendant            | Neil Perkins              | 76   | 32,34 |
|        | Indépendant            | Léo Simoneau              | 75   | 31,91 |
|        | Équipe Jean-Guy Demers | Anthony Hadlock (Sortant) | 54   | 22,98 |
|        | Indépendant            | Robert Ducharme           | 30   | 12,77 |

| Partis | Partis                 | Candidats conseiller #5 | Vote | %     |
| ------ | ---------------------- | ----------------------- | ---- | ----- |
|        | Indépendant            | Gérard Dalpé (Sortant)  | 116  | 50,66 |
|        | Équipe Jean-Guy Demers | Michel Labrecque        | 113  | 49,34 |

| Partis | Partis                 | Candidats conseiller #6 | Vote | %     |
| ------ | ---------------------- | ----------------------- | ---- | ----- |
|        | Indépendante           | Maguy Carpentier        | 168  | 45,41 |
|        | Équipe Jean-Guy Demers | André Boudreault        | 107  | 28,92 |
|        | Indépendant            | Louis Belley            | 95   | 25,68 |

## East Farnham
| Candidats pour la mairie         | Vote            | %               |
| -------------------------------- | --------------- | --------------- |
| Sylvie Dionne-Raymond (Sortante) | Sans opposition | Sans opposition |

| Candidats conseiller #1   | Vote            | %               |
| ------------------------- | --------------- | --------------- |
| Alfred Lafrance (Sortant) | Sans opposition | Sans opposition |

| Candidats conseiller #2    | Vote            | %               |
| -------------------------- | --------------- | --------------- |
| Martin Daignault (Sortant) | Sans opposition | Sans opposition |

| Candidats conseiller #3       | Vote            | %               |
| ----------------------------- | --------------- | --------------- |
| Odette Dion Sanborn (Sortant) | Sans opposition | Sans opposition |

| Candidats conseiller #4 | Vote            | %               |
| ----------------------- | --------------- | --------------- |
| André Piette            | Sans opposition | Sans opposition |

| Candidats conseiller #5 | Vote            | %               |
| ----------------------- | --------------- | --------------- |
| Martin Deshaies         | Sans opposition | Sans opposition |

| Candidats conseiller #6 | Vote            | %               |
| ----------------------- | --------------- | --------------- |
| Neil Rodrigue (Sortant) | Sans opposition | Sans opposition |

## Farnham
| Partis                         | Partis                        | Candidats pour la mairie | Vote  | %     |
| ------------------------------ | ----------------------------- | ------------------------ | ----- | ----- |
|                                | Indépendant                   | Josef Hüsler (Sortant)   | 1 900 | 67,11 |
|                                | Indépendant                   | Joseph Courdi            | 493   | 17,41 |
|                                | Parti démocratique de Farnham | Micheline Gauthier       | 438   | 15,47 |
| Taux de participation : 43,6 % |                               |                          |       |       |

| Partis | Partis      | Candidats district Robert-C.-Wilkins (1) | Vote | %     |
| ------ | ----------- | ---------------------------------------- | ---- | ----- |
|        | Indépendant | André Claveau (Sortant)                  | 245  | 47,95 |
|        | Indépendant | Paul Brodeur                             | 185  | 36,20 |
|        | Indépendant | Luc Plouffe                              | 81   | 15,85 |

| Partis | Partis                        | Candidats district Aldéi-Martel (2) | Vote | %     |
| ------ | ----------------------------- | ----------------------------------- | ---- | ----- |
|        | Indépendante                  | Pauline Mercier (Sortante)          | 369  | 68,72 |
|        | Parti démocratique de Farnham | Daniel Lussier                      | 168  | 31,28 |

| Partis | Partis      | Candidats district du Docteur-Olivier-Trépanier (3) | Vote | %     |
| ------ | ----------- | --------------------------------------------------- | ---- | ----- |
|        | Indépendant | Jean Lalande (Sortant)                              | 179  | 48,12 |
|        | Indépendant | Marcel Dion                                         | 134  | 36,02 |
|        | Indépendant | Ghislain Bissonnette                                | 59   | 15,86 |

| Partis | Partis      | Candidats district du Docteur-Jean-Louis-Cardin (4) | Vote | %     |
| ------ | ----------- | --------------------------------------------------- | ---- | ----- |
|        | Indépendant | Vincent Roy (Sortant)                               | 421  | 73,73 |
|        | Indépendant | Jean Valiquette                                     | 150  | 26,27 |

| Partis | Partis                        | Candidats district Esther-Elkin (5) | Vote | %     |
| ------ | ----------------------------- | ----------------------------------- | ---- | ----- |
|        | Indépendant                   | Roger Noiseux (Sortant)             | 326  | 79,51 |
|        | Parti démocratique de Farnham | Ève Tremblay-Gauthier               | 84   | 20,49 |

| Partis | Partis       | Candidats district Omer-Galipault (6) | Vote            | %               |
| ------ | ------------ | ------------------------------------- | --------------- | --------------- |
|        | Indépendante | Rico Laguë (Sortant)                  | Sans opposition | Sans opposition |

## Frelighsburg
| Candidats pour la mairie | Vote            | %               |
| ------------------------ | --------------- | --------------- |
| Jacques Ducharme         | Sans opposition | Sans opposition |

| Candidats conseiller #1 | Vote            | %               |
| ----------------------- | --------------- | --------------- |
| Pierre Tougas (Sortant) | Sans opposition | Sans opposition |

| Candidats conseiller #2   | Vote            | %               |
| ------------------------- | --------------- | --------------- |
| Charles Barbeau (Sortant) | Sans opposition | Sans opposition |

| Candidats conseiller #3    | Vote            | %               |
| -------------------------- | --------------- | --------------- |
| Suzanne Lessard (Sortante) | Sans opposition | Sans opposition |

| Candidats conseiller #4        | Vote            | %               |
| ------------------------------ | --------------- | --------------- |
| Marie-France Moquin (Sortante) | Sans opposition | Sans opposition |

| Candidats conseiller #5 | Vote            | %               |
| ----------------------- | --------------- | --------------- |
| Louis Roy               | Sans opposition | Sans opposition |

| Candidats conseiller #6 | Vote            | %               |
| ----------------------- | --------------- | --------------- |
| Jean Lévesque           | Sans opposition | Sans opposition |

- Démission du maire Jacques Ducharme le 1er février 2016[3].

- Jean Lévesque (conseiller #6) est élu par acclamation au poste maire le 29 avril 2016[4].

| Candidats pour la mairie                 | Vote            | %               |
| ---------------------------------------- | --------------- | --------------- |
| Jean Lévesque (Sortant d'un autre poste) | Sans opposition | Sans opposition |

## Lac-Brome
| Candidats pour la mairie       | Vote  | %     |
| ------------------------------ | ----- | ----- |
| Richard Burcombe               | 1 465 | 51,97 |
| Gilles Decelles (Sortant)      | 556   | 19,72 |
| Patrick Ouvrard                | 487   | 17,28 |
| Georges Archer                 | 287   | 10,18 |
| Michel E. Ayotte               | 24    | 0,85  |
| Taux de participation : 55,6 % |       |       |

| Candidats district Bondville-Fulford (1) | Vote | %     |
| ---------------------------------------- | ---- | ----- |
| Robert Laflamme                          | 295  | 56,08 |
| Donald T. Gagné (Sortant)                | 231  | 43,92 |

| Candidats district West-Brome--Iron-Hill (2) | Vote | %     |
| -------------------------------------------- | ---- | ----- |
| Ronald Myles                                 | 255  | 52,36 |
| Marta Gubert Gomes (Sortant)                 | 232  | 47,64 |

| Candidats district East-Hill (3) | Vote            | %               |
| -------------------------------- | --------------- | --------------- |
| Robert Laflamme                  | Sans opposition | Sans opposition |

| Candidats district Knowlton-Victoria (4) | Vote | %     |
| ---------------------------------------- | ---- | ----- |
| Lee Patterson                            | 274  | 55,13 |
| Kathryn Lexow                            | 114  | 22,94 |
| Virginia Wilson                          | 88   | 17,71 |
| Nick Vourdousis                          | 21   | 4,23  |

| Candidats district Knowlton-Lakeside (5) | Vote | %     |
| ---------------------------------------- | ---- | ----- |
| Louise Morin                             | 258  | 55,48 |
| Owen Falquero                            | 153  | 32,90 |
| Lynne Pontbriand                         | 54   | 11,61 |

| Candidats district Foster (6) | Vote | %     |
| ----------------------------- | ---- | ----- |
| Karine Fortin                 | 182  | 41,65 |
| Donald Wing                   | 157  | 35,93 |
| John R. Mines                 | 98   | 22,43 |

## Notre-Dame-de-Stanbridge
| Candidats pour la mairie             | Vote            | %               |
| ------------------------------------ | --------------- | --------------- |
| Ginette Simard Gendreault (Sortante) | Sans opposition | Sans opposition |

| Candidats conseiller #1 | Vote | %     |
| ----------------------- | ---- | ----- |
| Richard Buchanan        | 163  | 64,68 |
| Marie Nadeau            | 89   | 35,32 |

| Candidats conseiller #2  | Vote            | %               |
| ------------------------ | --------------- | --------------- |
| France Boulet (Sortante) | Sans opposition | Sans opposition |

| Candidats conseiller #3   | Vote            | %               |
| ------------------------- | --------------- | --------------- |
| Claudia Morlot (Sortante) | Sans opposition | Sans opposition |

| Candidats conseiller #4  | Vote            | %               |
| ------------------------ | --------------- | --------------- |
| Roger Santerre (Sortant) | Sans opposition | Sans opposition |

| Candidats conseiller #5    | Vote            | %               |
| -------------------------- | --------------- | --------------- |
| Daniel Tétreault (Sortant) | Sans opposition | Sans opposition |

| Candidats conseiller #6    | Vote            | %               |
| -------------------------- | --------------- | --------------- |
| Roger Gaboriault (Sortant) | Sans opposition | Sans opposition |

## Pike River
| Candidats pour la mairie    | Vote            | %               |
| --------------------------- | --------------- | --------------- |
| Martin Bellefroid (Sortant) | Sans opposition | Sans opposition |

| Candidats conseiller #1     | Vote            | %               |
| --------------------------- | --------------- | --------------- |
| Sylvie Jeannotte (Sortante) | Sans opposition | Sans opposition |

| Candidats conseiller #2 | Vote            | %               |
| ----------------------- | --------------- | --------------- |
| Jean Asnong (Sortant)   | Sans opposition | Sans opposition |

| Candidats conseiller #3   | Vote            | %               |
| ------------------------- | --------------- | --------------- |
| Julie Fontaine (Sortante) | Sans opposition | Sans opposition |

| Candidats conseiller #4 | Vote            | %               |
| ----------------------- | --------------- | --------------- |
| Bianca Boszodi          | Sans opposition | Sans opposition |

| Candidats conseiller #5        | Vote            | %               |
| ------------------------------ | --------------- | --------------- |
| Marie-Pier Théberge (Sortante) | Sans opposition | Sans opposition |

| Candidats conseiller #6 | Vote            | %               |
| ----------------------- | --------------- | --------------- |
| Gabriel Thuot           | Sans opposition | Sans opposition |

## Saint-Armand
| Candidats pour la mairie | Vote            | %               |
| ------------------------ | --------------- | --------------- |
| Réal Pelletier (Sortant) | Sans opposition | Sans opposition |

| Candidats conseiller #1  | Vote            | %               |
| ------------------------ | --------------- | --------------- |
| Daniel Boucher (Sortant) | Sans opposition | Sans opposition |

| Candidats conseiller #2    | Vote            | %               |
| -------------------------- | --------------- | --------------- |
| Serge Courchesne (Sortant) | Sans opposition | Sans opposition |

| Candidats conseiller #3     | Vote            | %               |
| --------------------------- | --------------- | --------------- |
| Marielle Cartier (Sortante) | Sans opposition | Sans opposition |

| Candidats conseiller #4       | Vote            | %               |
| ----------------------------- | --------------- | --------------- |
| A. Richard Désourdy (Sortant) | Sans opposition | Sans opposition |

| Candidats conseiller #5              | Vote | %     |
| ------------------------------------ | ---- | ----- |
| Ginette Lamoureux Messier (Sortante) | 288  | 55,71 |
| Nathalie Quilliams                   | 229  | 44,29 |

| Candidats conseiller #6    | Vote            | %               |
| -------------------------- | --------------- | --------------- |
| Clément Galipeau (Sortant) | Sans opposition | Sans opposition |

## Saint-Ignace-de-Stanbridge
| Candidats pour la mairie  | Vote            | %               |
| ------------------------- | --------------- | --------------- |
| Albert Santerre (Sortant) | Sans opposition | Sans opposition |

| Candidats conseiller #1     | Vote            | %               |
| --------------------------- | --------------- | --------------- |
| Benoît Lamontagne (Sortant) | Sans opposition | Sans opposition |

| Candidats conseiller #2 | Vote            | %               |
| ----------------------- | --------------- | --------------- |
| Donald Pinard (Sortant) | Sans opposition | Sans opposition |

| Candidats conseiller #3 | Vote            | %               |
| ----------------------- | --------------- | --------------- |
| Josée Goyette (Sortant) | Sans opposition | Sans opposition |

| Candidats conseiller #4 | Vote            | %               |
| ----------------------- | --------------- | --------------- |
| André Dulude            | Sans opposition | Sans opposition |

| Candidats conseiller #5    | Vote            | %               |
| -------------------------- | --------------- | --------------- |
| Ghislain Quintal (Sortant) | Sans opposition | Sans opposition |

| Candidats conseiller #6 | Vote            | %               |
| ----------------------- | --------------- | --------------- |
| Éric Rioux (Sortant)    | Sans opposition | Sans opposition |

## Sainte-Sabine
| Candidats pour la mairie       | Vote | %     |
| ------------------------------ | ---- | ----- |
| Laurent Phoenix (Sortant)      | 308  | 57,57 |
| Roch Vaillancourt              | 227  | 42,43 |
| Taux de participation : 66,4 % |      |       |

| Candidats conseiller #1 | Vote | %     |
| ----------------------- | ---- | ----- |
| Sylvain Thibodeau       | 289  | 55,26 |
| Vicky Poulin            | 234  | 44,74 |

| Candidats conseiller #2 | Vote            | %               |
| ----------------------- | --------------- | --------------- |
| Marc Lasalle            | Sans opposition | Sans opposition |

| Candidats conseiller #3 | Vote | %     |
| ----------------------- | ---- | ----- |
| Thérèse Ménard Monty    | 311  | 59,46 |
| Maurice Valcourt        | 212  | 40,54 |

| Candidats conseiller #4 | Vote | %     |
| ----------------------- | ---- | ----- |
| Jean-Guy Côté           | 256  | 48,95 |
| Royal Paquet            | 172  | 32,89 |
| Olivier Perret          | 95   | 18,16 |

| Candidats conseiller #5     | Vote            | %               |
| --------------------------- | --------------- | --------------- |
| François Mailloux (Sortant) | Sans opposition | Sans opposition |

| Candidats conseiller #6 | Vote            | %               |
| ----------------------- | --------------- | --------------- |
| Maurice Godbout         | Sans opposition | Sans opposition |

## Stanbridge East
| Candidats pour la mairie  | Vote            | %               |
| ------------------------- | --------------- | --------------- |
| Gregory Vaughan (Sortant) | Sans opposition | Sans opposition |

| Candidats conseiller #1  | Vote            | %               |
| ------------------------ | --------------- | --------------- |
| Ronald Stewart (Sortant) | Sans opposition | Sans opposition |

| Candidats conseiller #2 | Vote            | %               |
| ----------------------- | --------------- | --------------- |
| Agnes Wightman          | Sans opposition | Sans opposition |

| Candidats conseiller #3 | Vote | %     |
| ----------------------- | ---- | ----- |
| Robert Young            | 231  | 60,00 |
| Angela Ditcham          | 154  | 40,00 |

| Candidats conseiller #4    | Vote | %     |
| -------------------------- | ---- | ----- |
| Barabra Skelton Bellingham | 300  | 76,92 |
| Laurie Pelletier           | 90   | 23,08 |

| Candidats conseiller #5    | Vote | %     |
| -------------------------- | ---- | ----- |
| Robert Deschamps           | 228  | 58,61 |
| Sylvain Paquette (Sortant) | 161  | 41,39 |

| Candidats conseiller #6 | Vote            | %               |
| ----------------------- | --------------- | --------------- |
| François Reid (Sortant) | Sans opposition | Sans opposition |

## Stanbridge Station
| Candidats pour la mairie | Vote            | %               |
| ------------------------ | --------------- | --------------- |
| Gilles Rioux             | Sans opposition | Sans opposition |

| Candidats conseiller #1 | Vote            | %               |
| ----------------------- | --------------- | --------------- |
| Ingrid Godbout          | Sans opposition | Sans opposition |

| Candidats conseiller #2 | Vote            | %               |
| ----------------------- | --------------- | --------------- |
| Pauline Samson          | Sans opposition | Sans opposition |

| Candidats conseiller #3 | Vote            | %               |
| ----------------------- | --------------- | --------------- |
| Étienne Tougas          | Sans opposition | Sans opposition |

| Candidats conseiller #4 | Vote            | %               |
| ----------------------- | --------------- | --------------- |
| François Renaud         | Sans opposition | Sans opposition |

| Candidats conseiller #5 | Vote            | %               |
| ----------------------- | --------------- | --------------- |
| Donald Tougas           | Sans opposition | Sans opposition |

| Candidats conseiller #6 | Vote            | %               |
| ----------------------- | --------------- | --------------- |
| Colette St-Onge         | Sans opposition | Sans opposition |

## Sutton
| Partis                         | Partis            | Candidats pour la mairie | Vote  | %     |
| ------------------------------ | ----------------- | ------------------------ | ----- | ----- |
|                                | Alliance Sutton   | Louis Dandenault         | 1 587 | 65,20 |
|                                | 7 pour/for Sutton | Pierre Pelland (Sortant) | 647   | 34,80 |
| Taux de participation : 65,1 % |                   |                          |       |       |

| Partis | Partis            | Candidats conseiller #1 | Vote  | %     |
| ------ | ----------------- | ----------------------- | ----- | ----- |
|        | Alliance Sutton   | Serge Poirier           | 1 376 | 56,14 |
|        | 7 pour/for Sutton | Luc Pelletier           | 573   | 23,38 |
|        | Indépendant       | Sébastien Landry        | 502   | 20,48 |

| Partis | Partis            | Candidats conseiller #2 | Vote  | %     |
| ------ | ----------------- | ----------------------- | ----- | ----- |
|        | Alliance Sutton   | Veerle Beljaars         | 1 475 | 60,95 |
|        | 7 pour/for Sutton | Richard Mireault        | 945   | 39,05 |

| Partis | Partis            | Candidats conseiller #3 | Vote  | %     |
| ------ | ----------------- | ----------------------- | ----- | ----- |
|        | Alliance Sutton   | Kenneth Hill            | 1 415 | 58,04 |
|        | 7 pour/for Sutton | Laval Perreault         | 634   | 26,00 |
|        | Indépendant       | Serge Gagné             | 389   | 15,96 |

| Partis | Partis            | Candidats conseiller #4 | Vote  | %     |
| ------ | ----------------- | ----------------------- | ----- | ----- |
|        | Alliance Sutton   | Winston Bresee          | 1 281 | 52,59 |
|        | 7 pour/for Sutton | Josée Bertrand          | 674   | 27,67 |
|        | Indépendant       | Dominique Parent        | 481   | 19,75 |

| Partis | Partis            | Candidats conseiller #5 | Vote  | %     |
| ------ | ----------------- | ----------------------- | ----- | ----- |
|        | Alliance Sutton   | Nathalie Bédard         | 1 443 | 59,14 |
|        | 7 pour/for Sutton | Jacques Parenteau       | 599   | 24,55 |
|        | Indépendant       | Jules Piette (Sortant)  | 398   | 16,31 |

| Partis | Partis            | Candidats conseiller #6 | Vote  | %     |
| ------ | ----------------- | ----------------------- | ----- | ----- |
|        | Alliance Sutton   | John Hawley             | 1 524 | 63,05 |
|        | 7 pour/for Sutton | Michel Lafrance         | 893   | 36,95 |